# Andriej Fietisow (generał)
Andriej Iwanowicz Fietisow (ros. Андрей Иванович Фетисов; ur. 22 czerwca?/4 lipca 1875 w stanicy Konstantinowskaja w Rosji, zm. po 1945 w ZSRR) – rosyjski wojskowy (generał major), okręgowy ataman uchodźczych stanic Kozaków dońskich w składzie Kozackiego Stanu pod koniec II wojny światowej.
Ukończył kozacką szkołę junkierską w Nowoczerkasku. Od 1894 r. służył w 9 pułku kawalerii Kozaków dońskich, zaś od 1909 r. w stopniu esauła w 2 pułku kawalerii Kozaków dońskich. Brał udział w I wojnie światowej. W 1918 r. przystąpił do kozackich oddziałów wojskowych białych. We wrześniu 1919 r. awansował do stopnia generała majora. 8 kwietnia 1920 został zwolniony z armii, ale jeszcze tego samego miesiąca ponownie przyjęty. Został zastępcą dowódcy rezerwy oficerskiej Kozaków dońskich. Po ewakuacji wojsk białych z Krymu do Gallipoli w listopadzie 1920  zamieszkał na Bałkanach. W okresie II wojny światowej podjął współpracę z Niemcami. W 1944 r. wstąpił do Kozackiego Stanu. Od marca 1945 r. zajmował funkcję okręgowego atamana uchodźczych stanic Kozaków dońskich. Wraz z Kozackim Stanem poddał się Anglikom i został osadzony w obozie w Lienz w Austrii. 29 maja tego roku w Judenburgu został wydany Sowietom, którzy wywieźli go do ZSRR. Po procesie został skazany na karę 10 lat robót w łagrze. Dalsze losy są nieznane.